# سينماسكور
سينماسكور (بالإنجليزية: CinemaScore)‏ هي شركة باحثة في السوق مقرها في لاس فيغاس. وهي تستعرض شرائح الجمهور السينمائي لتقييم خبراتهم في المشاهدة مع درجات الخطابات، وتقارير النتائج وتوقعات شباك التذاكر التي تعتمد على البيانات.

## وصلات خارجية
- الموقع الرسمي
- قائمة 940 صورة أو فيديو تم نشرها من قبل سينماسكور على تويتر.